# Kärleken checkar in
Kärleken checkar in (engelska: Maid in Manhattan) är en amerikansk romantisk komedifilm som hade biopremiär i USA den 13 december 2002 i regi av Wayne Wang, med Jennifer Lopez, Ralph Fiennes, Natasha Richardson och Stanley Tucci i rollerna.

## Handling
Marisa Ventura är en ensamstående mor som har ett dåligt betalt jobb som städerska på lyxhotellet Beresford i New York. När hon en dag tar med sig sonen Ty till jobbet, stöter han på politikern Chris Marshall som är en gäst på Beresford och bekantar sig med honom.
Marisa som städar en av de välbärgade hotellgästers rum, prövar en kashmir kappa för att känna hur det känns en stund att vara rik, då plötsligt Ty och Chris Marshall kommer in. Marisa som inte vill sätta sitt jobb på spel och avslöja att hon arbetar där säger, utan att tänka på konsekvenserna att hon heter Caroline och bor på hotellet. Det dröjer inte länge förrän Chris blir intresserad av Caroline (Marisa) men är helt omedvetande om hennes egentliga identitet.

## Rollista
| Jennifer Lopez      | – Marisa Ventura       |
| Ralph Fiennes       | – Christopher Marshall |
| Natasha Richardson  | – Caroline Lane        |
| Stanley Tucci       | – Jerry Siegel         |
| Tyler Posey         | – Ty Ventura           |
| Frances Conroy      | – Paula Burns          |
| Chris Eigeman       | – John Bextrum         |
| Amy Sedaris         | – Rachel Hoffberg      |
| Marissa Matrone     | – Stephanie Kehoe      |
| Priscilla Lopez     | – Veronica Ventura     |
| Bob Hoskins         | – Lionel Bloch         |
| Lisa Roberts Gillan | – Cora                 |
| Maddie Corman       | – Leezette             |
| Sharon Wilkins      | – Clarice              |
| Jayne Houdyshell    | – Carmen               |